# Alexandre de Chaumont
Pour les articles homonymes, voir Chaumont.
Alexandre II de Chaumont, chevalier, puis marquis de Chaumont (1632 ou 1640 à Arthieul ou Paris, 28 janvier 1710 à Paris) est un officier de marine et diplomate français du XVIIe siècle. Il est le premier ambassadeur français au Siam.

## Biographie

### Premières années
Fils d'Alexandre Ier de Chaumont, seigneur d'Arthieul au bailliage de Magny-en-Vexin, et d’Isabelle du Bois-des-Cours, Alexandre (IIe du nom) naît en 1632 ou 1640 à Arthieul ou Paris.
Très jeune, il abjure la religion calviniste de sa famille pour devenir catholique.

### Mission au Canada
En 1665, le chevalier de Chaumont vient en Nouvelle-France, porteur des instructions de Colbert à l’adresse d’Alexandre de Prouville de Tracy au sujet de sa campagne au Canada. Il est détenteur d’une commission le nommant aide de camp de Tracy et on lui accorde bientôt, en plus, le titre de capitaine des gardes. L’intendant Jean Talon, qui le considère comme un officier « assidu et utile », le choisit pour qu’il se joigne à un groupe de personnes de distinction qui devaient se construire des habitations dans un des nouveaux villages modèles qu’on propose de fonder près de Québec. Toutefois, quand vient la mi-été de 1666, Chaumont est accaparé par une tâche beaucoup plus sérieuse : il aide Tracy et Rémy de Courcelles à mettre une armée sur pied dans le but d’attaquer les cantons agniers. Bien qu’il soit de son devoir de se tenir aux côtés de Tracy tout au long de l’expédition, on le signale tout particulièrement comme un officier dont la conduite fut des plus exemplaires. Il est présent lors de la prise d’Andaraque, le principal village des Agniers, et participe aux cérémonies officielles qui entourent la prise de possession des territoires avoisinants au nom de Louis XIV.

### Carrière militaire
Il entre dans la marine où il sert surtout dans le Levant. Il est nommé lieutenant des anciens gardes de la marine, le 24 décembre 1669, capitaine de vaisseau le 30 décembre 1671, et major du Levant, le 19 janvier 1672. Il est envoyé à Louis XIV pour lui annoncer la nouvelle de la victoire remportée le 9 février 1675, devant Messine, par le duc de Vivonne et Duquesne, sur l’armée navale d’Espagne. Il est au combat gagné près de Milazzo, le 8 janvier 1676, par Duquesne sur l’amiral hollandais Ruyter. Attaqué en mai 1676, par un corsaire majorquin de 16 pièces de canon et de 150 hommes d’équipage en retournant à Messine sur une petite frégate de 6 pièces de canon et de 60 hommes seulement, il oblige son ennemi à prendre la fuite après un combat de plusieurs heures. À la descente devant Gênes, le 24 mai 1676, il commande un détachement de troupes de débarquement. Il est envoyé de nouveau au roi pour lui porter la confirmation de la victoire remportée le 2 juin 1676 par le duc de Vivonne sur les flottes d’Espagne et de Hollande. Le 1er février 1682, il quitte ses fonctions de major du Levant et opte pour les fonctions de capitaine de vaisseau.

### Ambassade au Siam

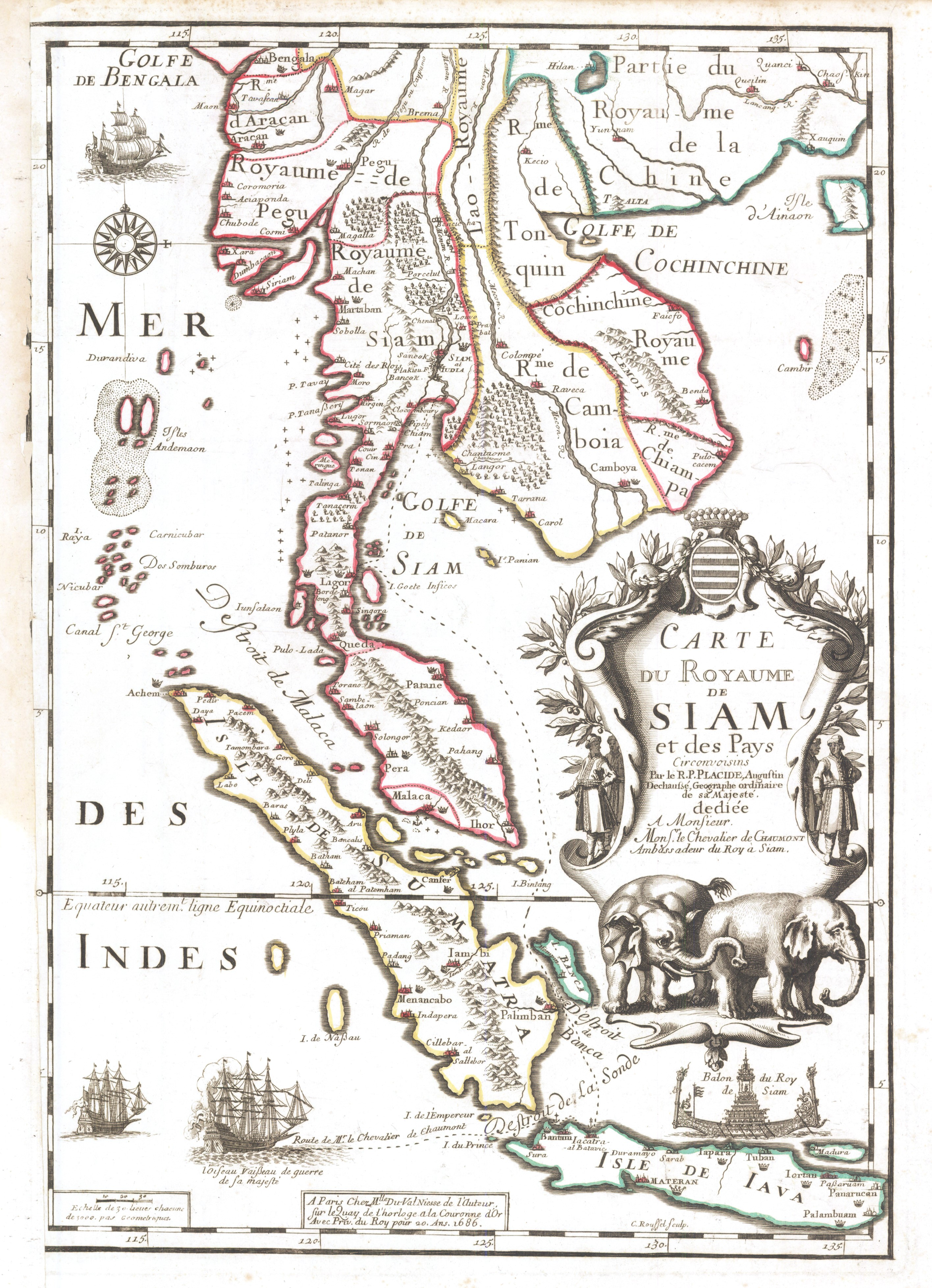
Carte du Royaume de Siam, datée de 1686, dédiée au chevalier de Chaumont, ambassadeur de Louis XIV dans ce pays.

En décembre 1684, Alexandre de Chaumont est nommé par Louis XIV ambassadeur extraordinaire auprès du roi de Siam. Il part de Brest le 3 mars 1685, sur l’Oiseau, vaisseau de 46 pièces de canon, accompagné de la Maligne, frégate de 24 canons, avec notamment l'abbé de Choisy, le jésuite Guy Tachard, et le père Bénigne Vachet, de la Société des Missions étrangères de Paris, et de Pierre Le Bret de Flacourt. Il arrive en rade de Siam le 24 septembre.
Il est reçu avec les plus grands honneurs, logé magnifiquement et invité aux fêtes et aux chasses du roi. Dès la première audience que lui accorde le roi Narai le Grand, le 18 octobre 1685 à Ayutthaya, il essaye sans succès de convertir le roi au catholicisme. Puis il essaye de conclure des accords commerciaux. Finalement, le 10 décembre 1685, il signe à Lopburi, avec Constantin Phaulkon, commissaire spécial du roi de Siam, un traité pour accorder des privilèges aux missionnaires apostoliques. Il repart de Siam le 15 décembre, emmenant en France deux ambassadeurs siamois. Il met la voile le 22 décembre. Le voyage de retour, après quelques accidents, le ramène à Brest le 18 juin 1686. Le 24 juin, il est reçu à Versailles par le roi.
L'année de son retour, il publie le récit de sa mission au Siam.
Finalement, la mission est un échec sur le plan religieux et elle n’obtient que de maigres résultats sur le plan commercial. De plus elle n'a aucune suite notable. En effet, deux ans après la signature du traité, à la mort du roi Narai en juillet 1688, le maître des éléphants royaux Phetracha mène un coup d'état et se déclare roi. Il est couronné le 1er août, inaugurant la nouvelle dynastie Ban Phlu Luang, qui va durer 83 ans. Xénophobe, grâce au siège de Bangkok, il obtient le départ des Français (à l’exception des missionnaires) en novembre, puis finit par couper la plupart des liens avec l’Occident.

### Dernières années
Le 3 janvier 1689, Alexandre II de Chaumont épouse Jeanne de La Guérinière, fille d’Étienne de La Guérinière, seigneur de Saint-Jean de La Forêt, Heurtevent et du Coudray, et d’Anne Poncet. Ils ont un fils Alexandre (IIIe du nom) Charles de Chaumont, chevalier, comte de Chaumont, seigneur de La Forêt, maréchal des camps, commandeur de l’ordre royal et militaire de Saint-Louis.
Alexandre II de Chaumont meurt le 28 janvier 1710 à Paris. Il est inhumé dans l'église Saint-Séverin.

## Œuvre
À son retour en France, Alexandre de Chaumont a publié le récit de son ambassade au Siam, sous le titre :
Relation de l’ambassade de Monsieur le chevalier de Chaumont à la Cour du Roy de Siam, avec ce qui s’eſt paſsé de plus remarquable durant son voyage. Les éditions successives sont les suivantes :
- 1686, édition originale, Paris, Arnoult Seneuse et Daniel Horthemels ;
- 1686, version abrégée en 4 p. in-folio, sous le titre Relation du voyage du chevalier de Chaumont ambassadeur de France vers le Roy de Siam, imprimeur-libraire Jean Boude la Jeune ; en ligne sur Tolosana.
- 1733, troisième édition, chez Isaac Beauregard, La Haye, en ligne sur wikisource ;
- 1839, réédition dans Archives curieuses de l’Histoire de France depuis Louis XI jusqu’à Louis XVIII, par F. Danjou, 2e série, tome 10, Blanchet, 1839, p. 299-414 ; en ligne sur Gallica.

### Sources et bibliographie
- Ambassade française à la cour du roi de Siam, article in « Le Magasin pittoresque », 1840, p. 33-35 ;
- Dirk Van der Cruysse, Louis XIV et le Siam, Fayard, 1991.
- Alfred Potiquet, Biographies — Anciens seigneurs, artistes, hommes de lettres, savants, etc. du canton de Magny-en-Vexin, Petit libraire, 1877, p. 5-8.
- Liste d’ouvrages consacrés à l’ambassade au Siam de 1685.